# Homebrew Channel
Le Homebrew Channel (en français : Chaîne Homebrew), souvent abrégé HBC, est un gratuiciel qui permet d'exécuter des homebrews sur des consoles Wii. C'est un logiciel non officiel des Wii et Wii U. Il s'installe avec une carte SD sur la console. Après son installation, il apparaît comme une chaîne standard du menu Wii.

## Utilisation
Le Homebrew Channel permet de lancer des logiciels homebrew tels que Riivolution et WiiMC,.

## Compatibilité
Le logiciel est compatible sur les Wii de version 4.3 ou inférieure ainsi que la Wii U en Mode Wii (toutes versions).